# Hermenegildo Candeias
Hermenegildo Candeias  (Oeiras, Portugal; 17 de abril de 1934 – 10 de enero de 2023) fue un gimnasta portugués que participó en los Juegos Olímpicos de Roma 1960.

## Carrera
Participó en seis eventos en los Juegos Olímpicos de Roma 1960, en la prueba de piso terminó en el lugar 111 con puntaje de 16,55. En la barra fija terminó en el lugar 114 con puntaje de 15,20 y no clasificó a la final. En las barras paralelas terminó en el lugar 116 con puntaje de 15,30. En la prueba de salto terminó en el lugar 106 con puntaje de 15,65. En los anillos repitío el lugar 116 con 16,2 puntos y en la prueba de salto de caballo terminó en último lugar entre 129 participantes, siendo el único gimnasta de Portugal en Roma 1960.